# صندوق غرب فرجينيا المستقبلي
صندوق غرب فرجينيا المستقبلي هو صندوق استئماني دائم بدأ عملياته في مارس 2014. تم إنشاؤه عبر مرور SB 461 و SJR 14 لجعل الصندوق محمي دستوريا بموجب قانون فرجينيا الغربية . التمويل يأتي من ضريبة الغاز الطبيعي بنسبة 25 ٪. بموجب القانون، سيتم إنفاق الفوائد والإيرادات الأخرى فقط، بينما يتراكم رأس المال .
اعتبارًا من عام 2020 ، سيبدأ الصندوق في توزيع أرباح لتمويل أنشطة مثل التعليم وتنمية الموارد البشرية والتنمية الاقتصادية وتطوير البنية التحتية والإعفاءات الضريبية . من المتوقع أن يصل حجم الصندوق إلى 127 مليون دولار بحلول عام 2019. وستظل تحت سيطرة أمين الصندوق مكتب وست فرجينيا، وسيتم استثمارها من قبل مجلس إدارة فرجينيا للاستثمار.